# Omar Ali Juma
Omar Ali Juma (Chake-Chake, Pemba, 26 juni 1941 - Dar es Salaam, 4 juli 2001) was een Tanzaniaans politicus en diergeneeskundige. Hij was van 1988 tot 1995 eerste minister van Zanzibar. Van 1995 tot 2001 was hij vicepresident van Tanzania tijdens het presidentschap van Benjamin Mkapa.
Juma overleed in juli 2001 op 60-jarige leeftijd aan een hartaanval. Hij werd als vicepresident opgevolgd door Ali Mohamed Shein.